# Veľké Zlievce
Veľké Zlievce jsou obec v okrese Veľký Krtíš v Banskobystrickém kraji na Slovensku. Leží ve východní části Ipeľské kotliny přibližně 11 km východně od okresního města. Žije zde 498 obyvatel.
První písemná zmínka o obci pochází z roku 1245. V obci se nachází jednolodní barokní římskokatolický kostel svatého Mikuláše z roku 1667. Stavba se zvonicí je v opevněném areálu na vyvýšené poloze na severním okraji obce. V roce 1750 byl přestavěn do dnešní podoby.